# Viktoria Rebensburg
Viktoria Rebensburg (ur. 4 października 1989 w Kreuth) – niemiecka narciarka alpejska, dwukrotna medalistka olimpijska i wielokrotna medalistka mistrzostw świata juniorów.

## Kariera
Startuje głównie w supergigancie i gigancie. Po raz pierwszy na arenie międzynarodowej pojawiła się 26 listopada 2004 roku w Kirunie, gdzie w zawodach FIS Race nie ukończyła drugiego przejazdu w slalomie. W 2006 roku wystartowała na mistrzostwach świata juniorów w Quebecu, gdzie jej najlepszym wynikiem było szóste miejsce w gigancie. Na rozgrywanych rok później mistrzostwach świata juniorów w Altenmarkt była piąta w supergigancie i dziesiąta w zjeździe. Pierwsze sukcesy w tej kategorii wiekowej osiągnęła podczas mistrzostw świata juniorów w Formigal w 2008 roku, gdzie była najlepsza w supergigancie, druga w gigancie i trzecia w zjeździe. Medale zdobywała także na MŚJ w Ga-Pa w 2009 roku, gdzie wygrała gigant i supergigant.
W zawodach Pucharu Świata zadebiutowała 15 grudnia 2006 roku w Reiteralm, gdzie nie ukończyła rywalizacji w superkombinacji. Pierwsze pucharowe punkty zdobyła 24 lutego 2007 roku w Sierra Nevada, zajmując trzynaste miejsce w gigancie. Blisko dwa lata później, 24 stycznia 2010 roku w Cortina d’Ampezzo po raz pierwszy stanęła na podium, zajmując drugie miejsce w gigancie. Rozdzieliła wtedy Finkę Tanję Poutiainen i Austriaczkę Kathrin Hölzl. Pierwsze zwycięstwo w zawodach tego cyklu wywalczyła 23 października 2010 roku w Sölden, gdzie była najlepsza w gigancie. Najlepsze wyniki osiągnęła w sezonach 2015/2016 i 2017/2018, kiedy zajmowała trzecie miejsce w klasyfikacji generalnej. Ponadto w sezonach 2010/2011, 2011/2012 i 2017/2018 zwyciężała w klasyfikacji giganta, w sezonie 2015/2016 była w tej klasyfikacji druga, a w sezonie 2012/2013 zajęła trzecie miejsce.
W 2007 roku wystąpiła w gigancie na mistrzostwach świata w Åre, kończąc rywalizację na ósmej pozycji. Na rozgrywanych dwa lata później mistrzostwach świata w Val d’Isère była dziewiąta w gigancie, a w supergigancie uplasowała się jedną pozycję niżej. Pierwszy medal wśród seniorek wywalczyła na igrzyskach olimpijskich w Vancouver, zwyciężając w gigancie. W zawodach tych wyprzedziła bezpośrednio Tinę Maze ze Słowenii i Austriaczkę Elisabeth Görgl. Zarówno z mistrzostw świata w Ga-Pa w 2011 roku jak i mistrzostw świata w Schladming dwa lata później wróciła bez medalu. Najbliżej podium była w Ga-Pa, gdzie zajęła piąte miejsce w gigancie. Brała również udział w igrzyskach olimpijskich w Soczi w 2014 roku, gdzie zajęła trzecie miejsce w swej koronnej konkurencji, ulegając jedynie Tinie Maze i Annie Fenninger z Austrii. Na tych samych igrzyskach była też dziewiąta w supergigancie i piętnasta w zjeździe. W 2018 roku wystąpiła na igrzyskach w Pjongczangu, gdzie najlepszy wynik uzyskała w gigancie, który ukończyła na czwartej pozycji. Walkę o podium przegrała tam z Włoszką Federicą Brignone o 0,12 sekundy. Niemka była też dziewiąta w zjeździe i dziesiąta w supergigancie.

## Osiągnięcia

### Igrzyska olimpijskie
| Miejsce | Dzień     | Rok  | Miejscowość     | Konkurencja | Czas biegu | Strata | Zwyciężczyni              |
| ------- | --------- | ---- | --------------- | ----------- | ---------- | ------ | ------------------------- |
| 28.     | 20 lutego | 2010 | Whistler        | Supergigant | 1:20,14    | +5,09  | Andrea Fischbacher        |
| 1.      | 25 lutego | 2010 | Whistler        | Gigant      | 2:27,11    | -      | -                         |
| 15.     | 12 lutego | 2014 | Krasnaja Polana | Zjazd       | 1:41,57    | +1,19  | Dominique Gisin Tina Maze |
| 9.      | 15 lutego | 2014 | Krasnaja Polana | Supergigant | 1:25,52    | +1,56  | Anna Fenninger            |
| 3.      | 18 lutego | 2014 | Krasnaja Polana | Gigant      | 2:36,87    | +0,27  | Tina Maze                 |
| 4.      | 15 lutego | 2018 | Pjongczang      | Gigant      | 2:20,02    | +0,58  | Mikaela Shiffrin          |
| 10.     | 17 lutego | 2018 | Pjongczang      | Supergigant | 1:21,11    | +0,51  | Ester Ledecká             |
| 9.      | 21 lutego | 2018 | Pjongczang      | Zjazd       | 1:39,22    | +1,42  | Sofia Goggia              |

### Mistrzostwa świata
| Miejsce | Dzień     | Rok  | Miejscowość       | Konkurencja | Czas biegu | Strata | Zwyciężczyni       |
| ------- | --------- | ---- | ----------------- | ----------- | ---------- | ------ | ------------------ |
| 8.      | 13 lutego | 2007 | Åre               | Gigant      | 2:31,72    | +1,55  | Nicole Hosp        |
| 10.     | 3 lutego  | 2009 | Val d’Isère       | Supergigant | 1:20,73    | +2,07  | Lindsey Vonn       |
| 9.      | 12 lutego | 2009 | Val d’Isère       | Gigant      | 2:03,49    | +1,25  | Kathrin Hölzl      |
| 5.      | 17 lutego | 2011 | Ga-Pa             | Gigant      | 2:20,54    | +0,88  | Tina Maze          |
| 8.      | 5 lutego  | 2013 | Schladming        | Supergigant | 1:35,39    | +0,94  | Tina Maze          |
| 11.     | 14 lutego | 2013 | Schladming        | Gigant      | 2:08,06    | +3,33  | Tessa Worley       |
| 5.      | 3 lutego  | 2015 | Vail/Beaver Creek | Supergigant | 1:10,29    | +0,78  | Anna Fenninger     |
| 10.     | 6 lutego  | 2015 | Vail/Beaver Creek | Zjazd       | 1:45,89    | +1,35  | Tina Maze          |
| 9.      | 10 lutego | 2015 | Vail/Beaver Creek | Drużynowo   | —          | —      | Austria            |
| 2.      | 12 lutego | 2015 | Vail/Beaver Creek | Gigant      | 2:19,16    | +1,40  | Anna Fenninger     |
| 4.      | 3 lutego  | 2017 | Sankt Moritz      | Supergigant | 1:32,34    | +0,53  | Nicole Schmidhofer |
| 11.     | 12 lutego | 2017 | Sankt Moritz      | Zjazd       | 1:32,85    | +1,25  | Ilka Štuhec        |
| DNF1    | 16 lutego | 2017 | Sankt Moritz      | Gigant      | 2:05,55    | -      | Tessa Worley       |
| 4.      | 5 lutego  | 2019 | Åre               | Supergigant | 1:04,89    | +0,07  | Mikaela Shiffrin   |
| 11.     | 10 lutego | 2019 | Åre               | Zjazd       | 1:01,74    | +0,82  | Ilka Štuhec        |
| 2.      | 14 lutego | 2019 | Åre               | Gigant      | 2:01,97    | +0,14  | Petra Vlhová       |

### Mistrzostwa świata juniorów
| Miejsce | Dzień     | Rok  | Miejscowość | Konkurencja | Czas biegu | Strata | Zwyciężczyni         |
| ------- | --------- | ---- | ----------- | ----------- | ---------- | ------ | -------------------- |
| DNF1    | 3 marca   | 2006 | Québec      | Zjazd       | 1:13,51    | -      | Marianne Abderhalden |
| 14.     | 5 marca   | 2006 | Québec      | Supergigant | 1:10,96    | +1,99  | Anna Fenninger       |
| 6.      | 7 marca   | 2006 | Québec      | Gigant      | 2:22,43    | +1,73  | Tina Weirather       |
| 10.     | 7 marca   | 2007 | Altenmarkt  | Zjazd       | 1:39,69    | +1,45  | Tina Weirather       |
| DNF1    | 8 marca   | 2007 | Altenmarkt  | Gigant      | 2:14,90    | -      | Nicole Schmidhofer   |
| 5.      | 9 marca   | 2007 | Altenmarkt  | Supergigant | 1:19,34    | +1,11  | Nicole Schmidhofer   |
| 1.      | 23 lutego | 2008 | Formigal    | Supergigant | 1:40,19    | -      | -                    |
| 3.      | 26 lutego | 2008 | Formigal    | Zjazd       | 1:50,13    | +1,04  | Ilka Štuhec          |
| 2.      | 29 lutego | 2008 | Formigal    | Gigant      | 1:42,50    | +0,33  | Anna Fenninger       |
| 1.      | 2 marca   | 2009 | Ga-Pa       | Gigant      | 2:45,81    | -      | -                    |
| 1.      | 3 marca   | 2009 | Ga-Pa       | Supergigant | 1:19,80    | -      | -                    |

### Puchar Świata

#### Miejsca w klasyfikacji generalnej
- sezon 2006/2007: 83.
- sezon 2007/2008: 56.
- sezon 2008/2009: 43.
- sezon 2009/2010: 16.
- sezon 2010/2011: 8.[1]
- sezon 2011/2012: 7.
- sezon 2012/2013: 6.
- sezon 2013/2014: 19.
- sezon 2014/2015: 11.
- sezon 2015/2016: 3.
- sezon 2016/2017: 9.
- sezon 2017/2018: 3.
- sezon 2018/2019: 4.
- sezon 2019/2020: 9.

#### Zwycięstwa w zawodach
1. Sölden – 23 października 2010 (gigant)
2. Arber-Zwiesel – 6 lutego 2011 (gigant)
3. Szpindlerowy Młyn – 11 marca 2011 (gigant)
4. Aspen – 26 listopada 2011 (gigant)
5. Ofterschwang – 2 marca 2012 (gigant)
6. Ofterschwang – 3 marca 2012 (gigant)
7. Schladming – 15 marca 2012 (supergigant)
8. Schladming – 18 marca 2012 (gigant)
9. Åre – 19 grudnia 2012 (gigant)
10. Cortina d’Ampezzo – 20 stycznia 2013 (supergigant)
11. Flachau – 17 stycznia 2016 (gigant)
12. Maribor – 30 stycznia 2016 (gigant)
13. Sankt Moritz – 20 marca 2016 (gigant)
14. Sölden – 28 października 2017 (gigant)
15. Killington – 25 listopada 2017 (gigant)
16. Kronplatz – 23 stycznia 2018 (gigant)
17. Soldeu – 14 marca 2019 (supergigant)
18. Lake Louise – 8 grudnia 2019 (supergigant)
19. Garmisch-Partenkirchen – 8 lutego 2020 (zjazd)

#### Pozostałe miejsca na podium w zawodach
1. Cortina d’Ampezzo – 24 stycznia 2010 (gigant) – 2. miejsce
2. Aspen – 27 listopada 2010 (gigant) – 2. miejsce
3. Sölden – 22 października 2011 (gigant) – 2. miejsce
4. Kranjska Gora – 21 stycznia 2012 (gigant) – 3. miejsce
5. Åre – 9 marca 2012 (gigant) – 3. miejsce
6. Aspen – 24 listopada 2012 (gigant) – 3. miejsce
7. Sankt Moritz – 9 grudnia 2012 (gigant) – 2. miejsce
8. Sölden – 26 października 2013 (gigant) – 3. miejsce
9. Are – 7 marca 2014 (gigant) – 2. miejsce
10. Val d’Isère – 20 grudnia 2014 (zjazd) – 2. miejsce[2]
11. Cortina d’Ampezzo – 16 stycznia 2015 (zjazd) – 3. miejsce
12. Maribor – 21 lutego 2015 (gigant) – 2. miejsce
13. Lienz – 28 grudnia 2015 (gigant) – 3. miejsce
14. Cortina d’Ampezzo – 24 stycznia 2016 (supergigant) – 3. miejsce
15. Ga-Pa – 6 lutego 2016 (zjazd) – 3. miejsce
16. Ga-Pa – 7 lutego 2016 (supergigant) – 2. miejsce
17. Jasná – 7 marca 2016 (gigant) – 2. miejsce
18. Semmering – 28 grudnia 2016 (gigant) – 3. miejsce
19. Ga-Pa – 21 stycznia 2017 (zjazd) – 3. miejsce
20. Lake Louise – 2 grudnia 2017 (zjazd) – 2. miejsce
21. Lienz – 29 grudnia 2017 (gigant) – 2. miejsce
22. Lenzerheide – 27 stycznia 2018 (gigant) – 2. miejsce
23. Ofterschwang – 9 marca 2018 (gigant) – 2. miejsce
24. Åre – 15 marca 2018 (supergigant) – 2. miejsce
25. Lake Louise – 2 grudnia 2018 (supergigant) – 3. miejsce
26. Courchevel – 21 grudnia 2018 (gigant) – 2. miejsce
27. Semmering – 28 grudnia 2018 (gigant) – 2. miejsce
28. Szpindlerowy Młyn – 8 marca 2019 (gigant) – 2. miejsce
29. Soldeu – 13 marca 2019 (zjazd) – 2. miejsce

- W sumie (19 zwycięstw, 18 drugich i 11 trzecich miejsc).